# Saison 1959-1960 de la LAH
Saison précédente Saison suivante
La saison 1959-1960 de la Ligue américaine de hockey est la 24e saison de la ligue au cours de laquelle sept équipes jouent chacune 72 matchs.
Les Indians de Springfield, après avoir remporté la saison régulière, gagnent leur première Coupe Calder.

## Changement de franchise
- Les As de Québec deviennent la première équipe canadienne de la LAH.

## Saison régulière

### Classement
| Clt   | Équipe                 | PJ | V  | D  | N | BP  | BC  | Pts |
| ----- | ---------------------- | -- | -- | -- | - | --- | --- | --- |
| +001, | Indians de Springfield | 72 | 43 | 23 | 6 | 280 | 219 | 92  |
| +002, | Americans de Rochester | 72 | 40 | 27 | 5 | 251 | 211 | 85  |
| +003, | Reds de Providence     | 72 | 38 | 32 | 2 | 251 | 237 | 78  |
| +004, | Barons de Cleveland    | 72 | 34 | 30 | 8 | 267 | 229 | 76  |
| +005, | Bisons de Buffalo      | 72 | 33 | 35 | 4 | 251 | 271 | 70  |
| +006, | Bears de Hershey       | 72 | 28 | 37 | 7 | 226 | 238 | 63  |
| +007, | As de Québec           | 72 | 19 | 51 | 2 | 178 | 333 | 40  |

- En gras : qualifiés pour les séries

### Meilleurs pointeurs
| Joueur          | Équipe                 | PJ | B  | A  | Pts | Pun |
| --------------- | ---------------------- | -- | -- | -- | --- | --- |
| Fredrick Glover | Barons de Cleveland    | 72 | 38 | 69 | 107 | 143 |
| Bill Sweeney    | Indians de Springfield | 67 | 37 | 59 | 96  | 14  |
| Floyd Smith     | Indians de Springfield | 71 | 31 | 51 | 82  | 26  |
| Stan Baluik     | Reds de Providence     | 65 | 23 | 57 | 80  | 60  |
| Willie Marshall | Bears de Hershey       | 72 | 38 | 40 | 78  | 99  |
| Larry Wilson    | Bisons de Buffalo      | 64 | 33 | 45 | 78  | 18  |
| Dick Gamble     | Bisons de Buffalo      | 72 | 27 | 50 | 77  | 22  |
| Stan Smrke      | Americans de Rochester | 67 | 40 | 36 | 76  | 18  |
| Bruce Cline     | Indians de Springfield | 70 | 25 | 50 | 75  | 9   |
| Bob Nevin       | Americans de Rochester | 71 | 32 | 42 | 74  | 10  |

## Match des étoiles
Le septième Match des étoiles se joue le 10 décembre 1959 à West Springfield. Les Indians de Springfield battent l'équipe d'étoiles de la ligue sur le score de 8-3.

## Séries éliminatoires
Toutes les séries se jouent au meilleur des 7 matchs.
- Le premier de la saison régulière rencontre le troisième.
- Le deuxième rencontre le quatrième.
- Les vainqueurs s'affrontent en finale pour le gain de la coupe Calder[3].

### Tableau
|  | Premier tour | Premier tour |             |   | Finale | Finale |
|  | Premier tour | Premier tour |             |   | Finale | Finale |
|  |              |              |             |   |        |        |
|  |              |              |             |   |        |        |
|  |              |              |             |   |        |        |
|  | Springfield  | 4            |             |   |        |        |
|  | Springfield  | 4            |             |   |        |        |
|  | Providence   | 1            |             |   |        |        |
|  | Providence   | 1            | Springfield | 4 |        |        |
|  |              |              | Springfield | 4 |        |        |
|  |              | Rochester    | 1           |   |        |        |
|  | Rochester    | Rochester    | 1           | 4 |        |        |
|  | Rochester    |              |             | 4 |        |        |
|  | Cleveland    | 3            |             |   |        |        |
|  | Cleveland    | 3            |             |   |        |        |

## Trophées

### Trophées collectifs
| Coupe Calder : Vainqueurs des séries                        | Indians de Springfield |
| Trophée F.-G.-« Teddy »-Oke : Champions de saison régulière | Indians de Springfield |

### Trophées individuels
| Trophée Les-Cunningham : Meilleur joueur de la saison                                 | Fredrick Glover (Barons de Cleveland) |
| Trophée John-B.-Sollenberger : Meilleur pointeur                                      | Fredrick Glover (Barons de Cleveland) |
| Trophée Dudley-« Red »-Garrett : Meilleure recrue                                     | Stan Baluik (Reds de Providence)      |
| Trophée Eddie-Shore : Meilleur défenseur de la saison                                 | Larry Hillman (Reds de Providence)    |
| Trophée Harry-« Hap »-Holmes : Gardien ayant la plus petite moyenne de buts encaissés | Ed Chadwick (Americans de Rochester)  |